# Сальморехо
Сальморе́хо (исп. salmorejo) — холодный суп-пюре из томатов и хлеба, родом из андалусской Кордовы. Сальморехо делают из томатов, хлеба, масла, чеснока и уксуса. Томаты обычно очищают от кожицы и протирают вместе с другими ингредиентами. Суп подаётся холодным с нарезанным «горным хамоном» и варёными яйцами.
Сальморехо, по выражению Нестора Лухана, младший брат гаспачо, имеет розовато-оранжевый цвет, но значительно гуще благодаря добавлению хлеба и отсутствию воды. Консистенция сальморехо позволяет использовать его в качестве соуса для макания. Сальморехо, сервированный как салат-коктейль в стеклянных бокалах, часто подаётся в качестве тапас.
Название «сальморехо» также носит острый соус или маринад, типичный для кухни Канарских островов. Он используется для ароматизации мяса перед приготовлением, особенно мяса кроликов (исп. conejo en salmorejo), являющегося фирменным блюдом островов. Типичный маринад включает в себя соль, чеснок, паприку и жгучий перец. В севильской Осуне классический сальморехо называют «ардори́ей» (исп. ardoría).